# 朴栄来
朴 栄来（パク・ヨンネ、朝鮮語: 박영래/朴榮來、1901年または1902年5月22日 - 1977年2月24日）は、大韓民国の政治家。第2代韓国国会議員。

## 経歴
本籍地の全羅北道完州郡助村面生まれ。全州高等普通学校（現・全州高等学校）卒。以後助村面の面長を務めた。1950年の第2代総選挙に無所属で立候補し当選した。朝鮮戦争の際、完州郡龍進面の内務署にいたところ北朝鮮に拉致され、以後同地で人民経済大学特設学部を卒業し、1956年7月から在北平和統一促進協議会中央委員会委員を務めた後、咸鏡北道の咸北農場に移住した。1977年2月24日に75歳で死去したとされる。